# Довбор-Мусницкий, Иосиф Романович
Ио́сиф Рома́нович (Ю́зеф) До́вбор-Мусни́цкий (25 октября (6 ноября) 1867, Гарбув, — 28 октября 1937, Баторово) — российский и польский военачальник, генерал-лейтенант (1917), Георгиевский кавалер.
Брат — Довбор-Мусницкий, Константин Романович, генерал-лейтенант, Георгиевский кавалер.

## Биография

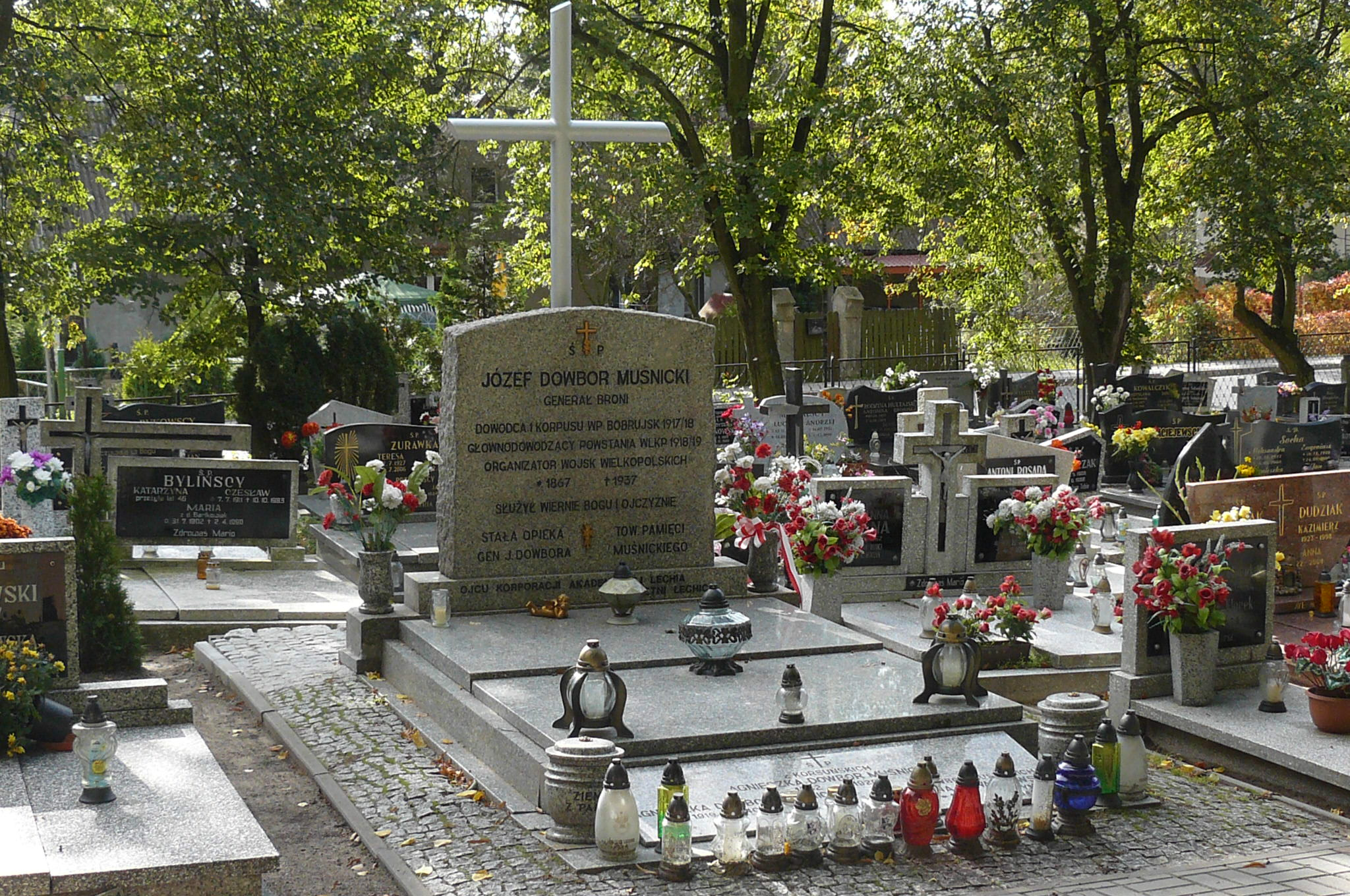
Могила генерала Юзефа Довбор-Мусницкого на кладбище села Люсово (фото 2012 года)

Родился в Гарбуве Сандомирского уезда в польской дворянской семье, евангелическо-реформатского вероисповедания.
Образование получил в Николаевском кадетском корпусе. В службу вступил 31.08.1886 юнкером рядового звания во 2-е военное Константиновское училище.
В 1888, окончив  училище, был произведен из портупей-юнкеров в подпоручики (ВП от 09.08.1888, ст. с 07.08.1887; в приказе значился как Довбор) и выпущен в 140-й пехотный Зарайский полк. Позже служил в 11-м гренадерском Фанагорийском полку. Поручик (ст. 07.08.1891). Штабс-капитан (ст. 06.05.1900). Капитан (ст. 06.05.1901).
В 1902 окончил Николаевскую академию Генерального штаба по 1-му разряду. 

 По окончании академии я был, как и многие, поражен, прочитав в приказе, что, согласно представленным капитаном Довбором документам, фамилию его следует дополнить и именовать впредь — Довбор-Мусницкий. Объяснялось это просто. Академия была закрыта для офицеров польского происхождения. Наметив себе целью её окончить, он носил в течение всех первых лет службы сокращенную фамилию и выдавал себя за лютеранина. Я встретил его на Маньчжурской войне, где он обнаружил себя мало талантливым, но храбрым офицером штаба геройского 1-го Сибирского корпуса. И, наконец, значительно позже, в Париже, я получил от него письмо, в котором генерал Довбор-Мусницкий, бывший командир русского армейского корпуса, объяснял мне причины своего перехода в польскую армию.
— Игнатьев А. А. Пятьдесят лет в строю. Книга I, глава 7. — М.: Воениздат, 1986. — С. 94. — ISBN 5-203-00055-7.
Отбывал лагерный сбор в Московском военном округе. Цензовое командование ротой отбывал в 11-м гренадерском Фанагорийском полку (26.10.1902—11.02.1904).

### Русско-японская война и послевоенная служба
Участник русско-японской войны. С 3 февраля 1904 — обер-офицер для особых поручений штаба 1-го Сибирского армейского корпуса. Подполковник (ВП 11.09.1906; за отличие по службе со ст. с 02.04.1906; затем ст. 06.12.1904).
С 11 сентября 1906 — старший адъютант штаба Иркутского военного округа. Со 2 марта 1908 — штаб-офицер для поручений при штабе 10-го армейского корпуса. Цензовое командование батальоном отбывал в 122-м пехотном Тамбовском полку (30.04.1908—30.08.1908). Полковник (ст. 06.12.1908). Был прикомандирован к кавалерии (08.07.1909—08.08.1909) и к артиллерии (30.08.1910—28.10.1910). С 9 ноября 1910 — начальник штаба 11-й пехотной дивизии. С 21 апреля 1912 — начальник штаба 7-й пехотной дивизии. 

### Первая мировая война
Участник Первой мировой войны. С 22 ноября 1914 года — командир 14-го Сибирского стрелкового полка. Генерал-майор (ВП 15.08.1915, ст. 12.08.1914, произведен на основании Георгиевского Статута). С 3 сентября 1915 — генерал для поручений при командующем 1-й армией. С 25 февраля 1916 — командующий 123-й, а с 7 ноября 1916 — 38-й пехотной дивизии. 17 января 1917 назначен и.д. начальника штаба 1-й армии.
После февральской революции 28 апреля 1917 Довбор-Мусницкий был назначен командиром 38-го армейского корпуса. Генерал-лейтенант (05.05.1917).

### Формирование 1-го Польского корпуса

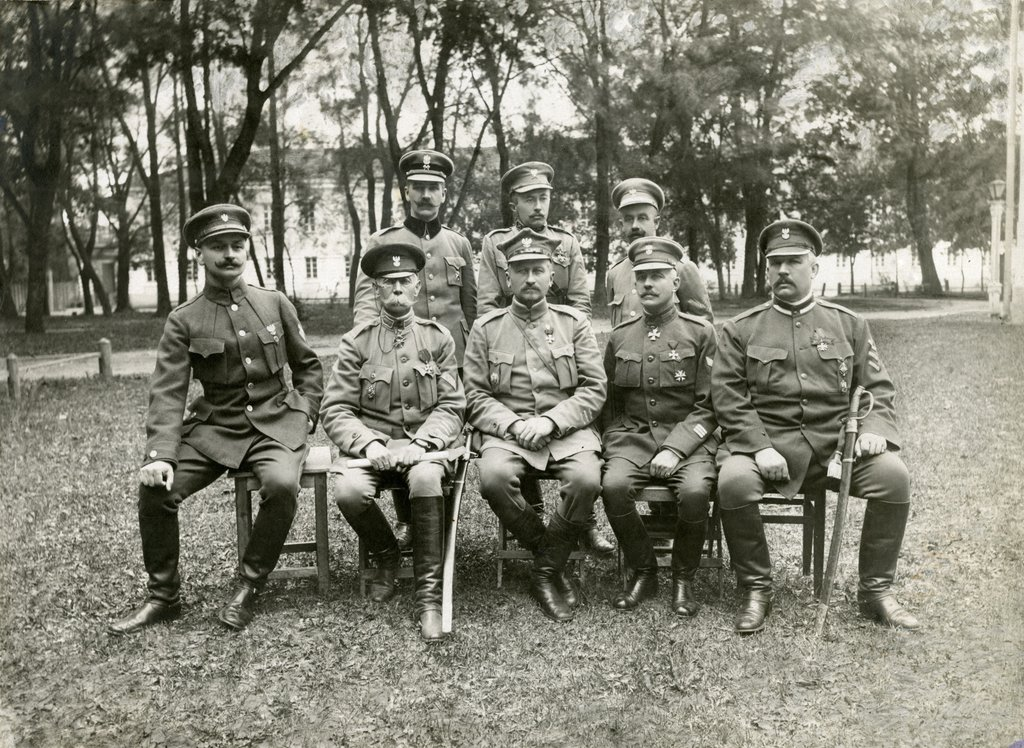
Генерал Довбор-Мусницкий и штаб
1-го Польского корпуса, 1918 год

В конце мая 1917 года в Петрограде состоялся первый Всероссийский съезд военных поляков. Было предложено формировать польские военные части. На съезде был избран Верховный Польский Военный Комитет, которому было поручено практическое осуществление пожеланий съезда. Временное правительство дало разрешение на формирование одного польского корпуса. Командующим 1-м Польским корпусом в августе 1917 года был назначен Иосиф Довбор-Мусницкий.
К концу декабря 1917 польский корпус состоял уже из 12 стрелковых полков, 3-х уланских полков и тяжелой артиллерии. Части корпуса не пользовались войсковым самоуправлением, не имели комитетов, сохраняли дореволюционную дисциплину, безусловное подчинение начальству. От солдат, поступающих в корпус, требовали особой подписки о подчинении всем требованиям и распоряжениям командиров.

Сильный, энергичный, решительный, бесстрашно ведший борьбу с разложением русских войск и с большевизмом в них, он сумел создать в короткое время части, если не вполне твердые, то во всяком случае разительно отличавшиеся от русских войск дисциплиной и порядком. Дисциплиной старой, отметенной революцией — без митингов, комиссаров и комитетов. Такие части вызывали и иное отношение к себе в армии, невзирая на принципиальное отрицание национализации.— Деникин А. И. Очерки русской смуты. [в 5 т.]: Том I. Крушение власти и армии.

### Разрыв с советской властью
12(25) января 1918 Довбор-Мусницкий отказался подчиняться правительству Советской России, мотивируя это нейтралитетом по отношению к российским политическим делам. 21 января (3 февраля) командующий Западным фронтом А. Ф. Мясников отдал приказ о расформировании корпуса и демобилизации солдат и офицеров. На подавление мятежа были брошены части латышских стрелков и матросов под командованием И. И. Вацетиса и И. П. Павлуновского. 1-я польская дивизия потерпела неудачу у Рогачева, 2-я и 3-я дивизии были вынуждены отойти к Бобруйску и Слуцку. Однако затем при поддержке германских войск и отрядов Белорусской рады корпус перешел в наступление и 20 февраля 1918 взял Минск. По соглашению с германским командованием корпус оставался в Белоруссии, где выполнял функции оккупационных войск.

### В польской армии
В мае 1918 Довбор-Мусницкий по соглашению с немцами расформировал корпус и вывел его остатки в Польшу. Командовал частями польских повстанцев во время Великопольского восстания. Был одним из наиболее влиятельных политических противников Пилсудского и претендовал на ведущее положение в послевоенной Польше. Однако в этой борьбе победил Пилсудский, и Довбор-Мусницкий в 1920 году был вынужден выйти в отставку. Польский генерал брони (1920). 

### В отставке
Жил в своём имении в селе Баторово, около Познани. Написал воспоминания.
Старшая дочь генерала Янина Левандовская, планеристка и лётчица-любительница, стала единственной женщиной — жертвой Катынского расстрела. Младшая дочь Агнешка Довбор-Мусницкая была расстреляна немцами в том же 1940 году в Пальмирах как участница военной организации «Волки».

## Награды
Российской империи:

Чины:
- Чин полковника (ВП 06.12.1908; за отличие по службе)

Ордена:
- Орден Святого Станислава 3-й ст. с мечами и бантом (ВП 13.05.1905, страница 13);
- Орден Святой Анны 4-й ст. с надписью «За храбрость» (ВП 13.05.1905, страница 9);
- Орден Святого Станислава 2-й ст. с мечами (ВП 13.05.1905, страница 5);
- Орден Святой Анны 3-й ст. с мечами и бантом (ВП 10.07.1905);
- Орден Святого Владимира 4-й ст. с мечами и бантом (ВП 17.03.1906);
- Орден Святой Анны 2-й ст. с мечами (ВП 05.11.1906);
- Орден Святого Владимира 3-й ст. (ВП 18.08.1913).
  - Мечи к ордену Святого Владимира 3-й ст. (ВП 15.01.1915)
- Орден Святого Георгия 4-й степени (ВП 03.02.1915), — …за то, что во время рекогносцировки частями дивизии 12-го августа 1914 года в направлении Корчмин—Корчов и Махнувек—Стае, предложенными им мерами и его личной рекогносцировкой расположения неприятеля под сильным шрапнельным и ружейным огнем, явно подвергая свою жизнь опасности, и сделанным им распоряжением по собственному почину, не только выручил дивизию и в частности 26-й полк из тяжелого положения, но и способствовал поражению противника.

Медали:
- «В память царствования императора Александра III» (1896)
- «За труды по первой всеобщей переписи населения» (1897)
- «В память русско-японской войны» (1906)
- «В память 200-летия Полтавской битвы» (1909)
- «В память 100-летия Отечественной войны 1812 года» (1912)
- «В память 300-летия царствования Дома Романовых» (1913)

Оружие:
- Георгиевское оружие (ВП 09.03.1915, с изменениями ВП 11.03.1915), — …за то, что в бою 27-го августа 1914 года, под гор. Томашевым, будучи начальником штаба 7-й пехотной дивизии, для изучения обстановки произвел ряд рекогносцировок под ружейным и артиллерийским огнем, на основании которых начальником дивизии были отданы распоряжения, приведшие к полной победе и взятию гор. Томашева.

Благоволение монарха:
- Высочайшее благоволение (ВП 09.06.1915; за отличия в делах против неприятеля)

Иностранные награды:
- Британский Орден Бани, рыцарский крест
- Итальянский Орден Короны Италии, командорский крест
- Эстонский Крест Свободы 1-го класса 2-й степени
- Польский Орден Возрождения Польши 1-й степени
- Польский Орден Белого орла (Польша) (посмертно)